# 여성새로일하기센터
여성새로일하기센터는 경력단절여성등의 경제활동 촉진법(시행:2008. 12. 6)에 따라 설치된 지원센터로 가사,육아 부담 등으로 인하여 경력이 단절된 여성들에게 종합 취업지원 서비스를 제공하는 기관이다. 경력단절여성이란 과거에 취업한 경력이 있으나, 출산, 육아, 가사 및 그 밖의 불가피한 사유로 경제활동을 중단하여 현재 취업 의사가 있음에도 불구하고 미취업 상태에 있는 여성을 말한다. 여성새로일하기센터(새일센터)는 별도로 신규시설을 설치하지 않고 여성인력개발센터, 여성회관 등 기존의 여성 관련 시설을 새일센터로 지정하여 2017년 현재 전국에 총 150개소가 운영되고 있다.(2017.11.14)